# Zlatý kůň-vrouw

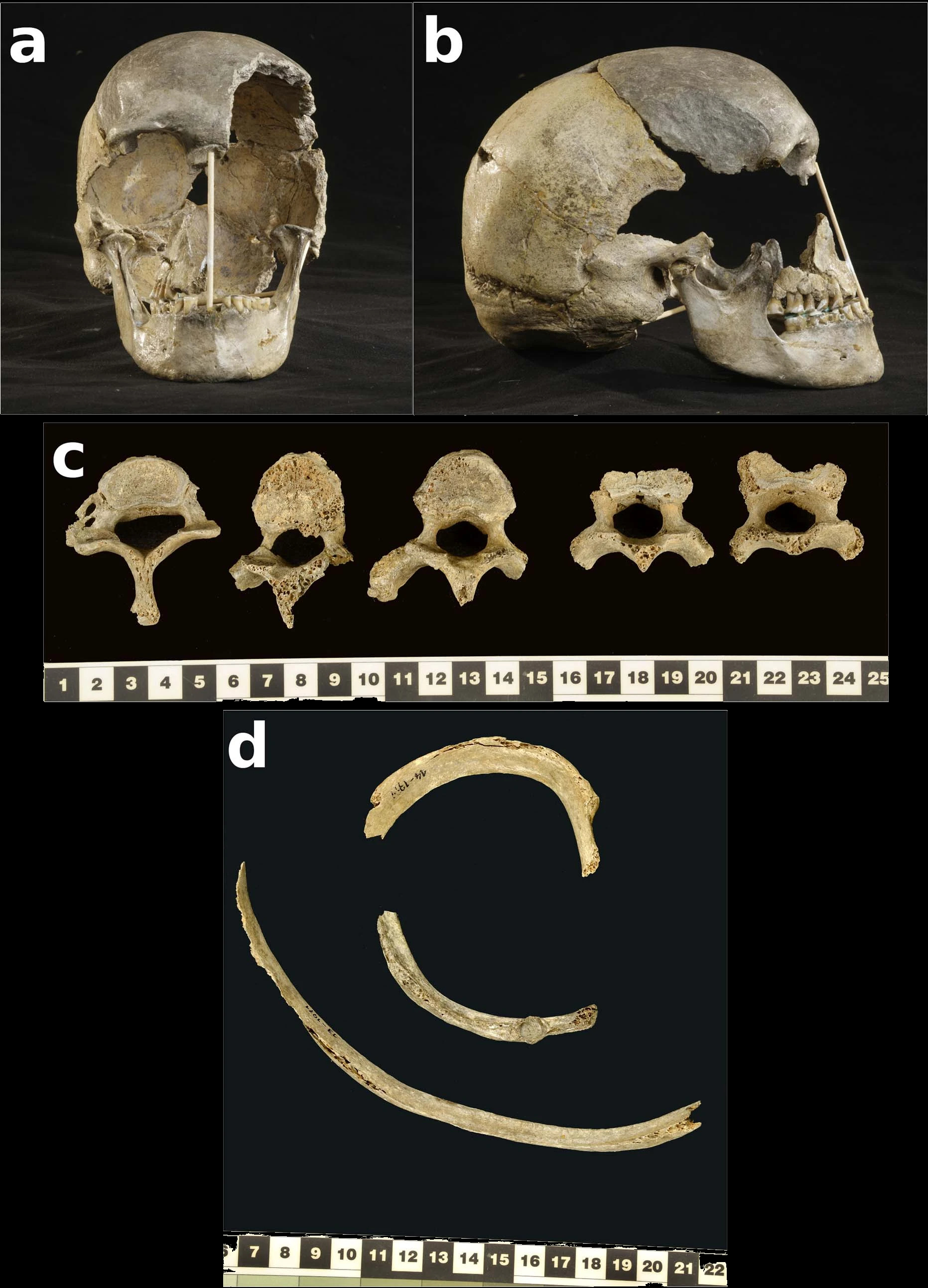

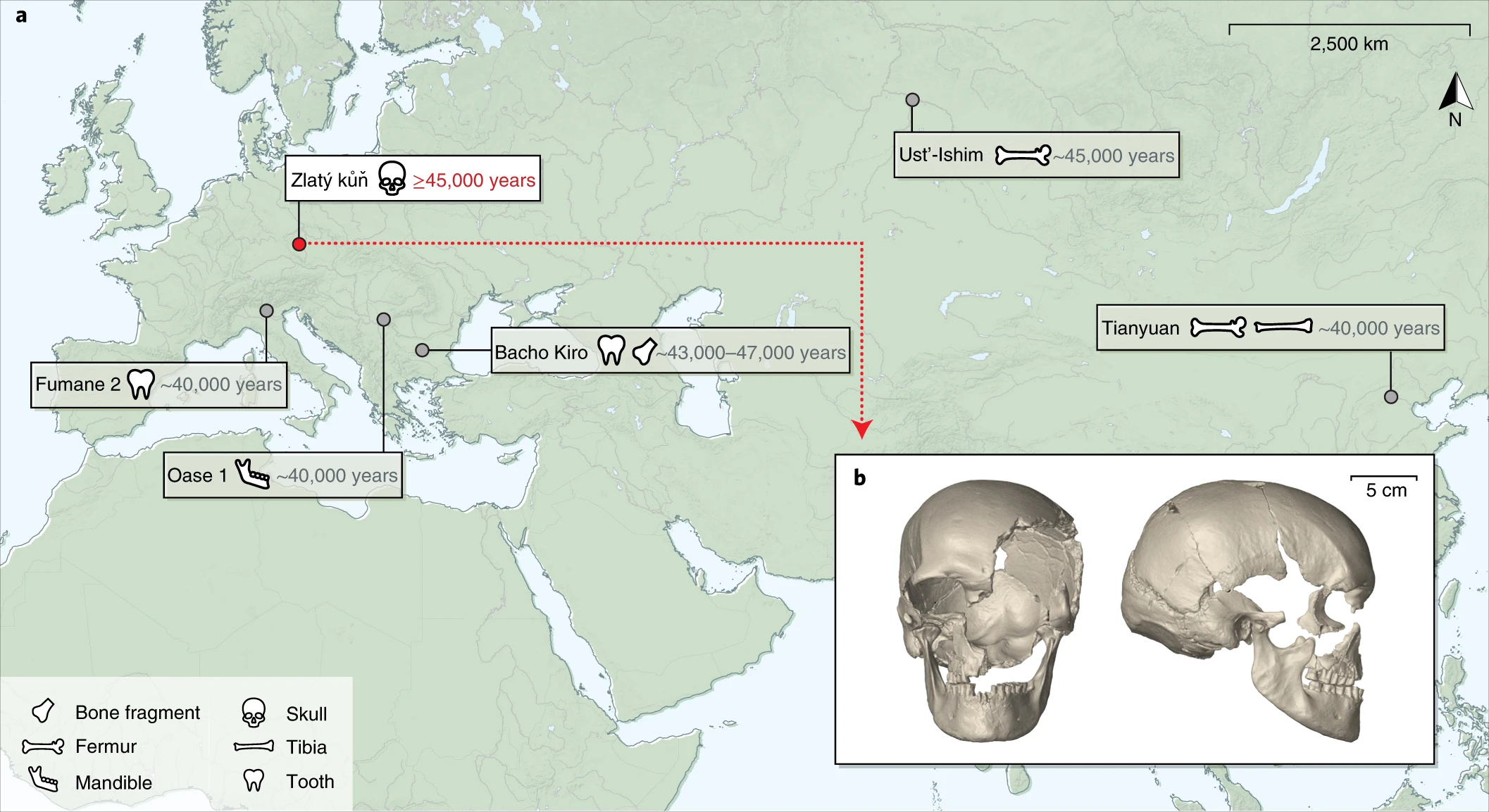
Locatie van het Zlatý kůň-fossiel

De Zlatý kůň-vrouw is het fossiel van een vrouwelijke vroege Europese moderne mens, daterend van ongeveer 43.000 BP. Ze werd in 1950 ontdekt in de Koněprusy-grotten in Tsjechië.
De verwantschap van dit individu met gelijktijdige materiële culturen is onduidelijk. De resten maken mogelijk deel uit van een vroege fase van een cultuur van het initieel laatpaleolithicum (Initial Upper Paleolithic, IUP); ze behoren niet tot latere fasen van het IUP of het Moustérien. Het IUP omvat de vroegste culturen van de moderne mens in Europa, die zich na de verspreiding van de mensheid vanuit Afrika naar Eurazië uitbreidde.   
Het Zlatý kůň-individu is niet alleen een van de oudste anatomisch moderne mensen die succesvol genetisch gesequenced is, maar haar genoom maakt ook deel uit van een basale afstammingslijn die voorafging aan de daaropvolgende genetische scheiding van de Oost-Euraziatische en West-Euraziatische populaties. Haar mtDNA-haplogroep maakt deel uit van een basale tak van N en is het nauwst verwant aan paleolithische overblijfselen uit de Batsjo Kirogrot (Bulgarije) en Salhit (Mongolië) en, op grotere afstand, aan latere overblijfselen van het Tsjoektsjenschiereiland en aan inheemse Australiërs. Net als andere, vergelijkbaar gedateerde oude DNA-monsters lijkt de Zlatý kůň-vrouw geen directe voorouder te zijn geweest van moderne Europeanen of Aziaten.  
Andere vroege moderne mensen die in deze periode zijn gedateerd zijn onder meer: 
- een individu van 46.000 tot 44.000 BP in de Batsjo Kirogrot in het huidige Bulgarije
- de 45.000 jaar oude Oest-Isjim-man, geen continuïteit met latere Euraziërs
- de 40.000 jaar oude Tianyuanmens, nauwer verwant aan moderne Aziaten en indianen
- Oase 1, geen gedeelde voorouders met latere Euraziaten
- Fumane 2, c. 40.000 BP

Deze vroege Euraziatische populaties hebben zich waarschijnlijk tussen 50.000 en 60.000 BP met neanderthalers vermengd, waarschijnlijk tijdens de eerste fase van hun expansie in West-Azië, en ze droegen ongeveer 2 tot 9% neanderthalerafkomst in hun genoom. Er is ook voorgesteld dat de vroege moderne mens gedurende een periode van ongeveer 3.000 tot 5.000 jaar samenleefde met de neanderthalers in Europa. De Zlatý kůň-vrouw had een kleine hoeveelheid neanderthalervermenging die tot 70 of 80 generaties terugging.